# Katarzyna Myćka
Katarzyna Myćka (* 27. Oktober 1972) ist eine polnische Marimba- und Schlagzeug-Musikerin.

## Biographie
Myćka studierte an der Musikakademie Danzig mit Aufenthalten an den Musikhochschulen in Stuttgart und Salzburg. Als erste Solistin trat sie 1998 beim ersten Marimba Festival in Osaka (Japan) und beim internationalen Marimba Festival in Linz (2004) auf. Solistisch gastierte sie u. a. bei den Stuttgarter Philharmonikern, den Bochumer Symphonikern, dem Württembergischen Kammerorchester Heilbronn, dem Beijing Symphonic Orchestra, dem Wiener Kammerorchester, den Neubrandenburger Philharmoniker, dem Philharmonischen Orchester Erfurt, der Slowakischen Philharmonie, bei dem Philharmonischen Orchester Nowosibirsk und den Philharmonischen Orchestern Polens in Danzig, Łódź, Szczecin, Opole und Wałbrzych.
1999 bekam Myćka von der „Polish Percussive Arts Society“ die Auszeichnung „Botschafter der Polnischen Schlagzeugkunst“ verliehen, darauf folgte ein Stipendium der Kunststiftung Baden-Württemberg sowie Einladungen zu internationalen Konzerten und Meisterkursen, z. B. in die USA, Japan, China, Taiwan und Mexiko. Ihr Amerikadebüt gab Katarzyna Myćka beim Internationalen Schlagzeugfestival PASIC 1997 in Anaheim, Los Angeles. 2001 und 2008 erfolgten weitere Einladungen zum PASIC in die USA. Seit 2005 ist sie Präsidentin der "Percussiv Arts Society" (PAS) German Chapter.
Seit 1999 ist Myćka auch Jurorin bei internationalen Schlagzeugwettbewerben. 1999 und 2002 war sie Jurymitglied beim Internationalen Schlagzeugwettbewerb in Luxemburg, im Jahre 2000 beim Ersten Polnischen Marimba Wettbewerb in Warschau, 2001 beim Schlagzeugwettbewerb in Ostrava/CZ, 2004 Bundeswettbewerb „Jugend musiziert“ in Villingen, 2005 beim „Pendim Schlagzeug Wettbewerb“ in Pleven/Bulgarien und 2006 beim „Internationalen Marimba Wettbewerb“ in Linz.
Seit Oktober 2006 unterrichtet Myćka an der I. Paderewski Musik Akademie in Poznań. Es ist die erste Hochschule in Polen, wo man ein Meisterstudium im Fach Marimba abschließen kann. In den Jahren 2003, 2005 und 2007 fand in der Stadt Wrocław die „Internationale Katarzyna Mycka Marimba Akademie“ (IKMMA) statt. Diese weit über die europäischen Grenzen hinaus bekannte und sehr erfolgreiche Akademie fand 2009 ihre Fortsetzung in Frankfurt/Main. Seit dem Wintersemester 2018/19 wirkte sie als Professorin an der Musikakademie ihrer Heimatstadt Danzig. Zum Wintersemester 2023/24 folgte sie dem Ruf als Professorin für Schlagzeug an die Folkwang Universität der Künste.

## Wettbewerbe und Preise
- 1991 – 1. Platz Schlagzeugwettbewerb in Opole, Polen
- 1992 – Sonderpreis in Form eines Auslandsstipendium beim CIEM in Genf
- 1995 – 1. Platz und Publikumspreis beim „International Percussion Competition Luxembourg“
- 1996 – 1. Platz „First World Marimba Competition Stuttgart“
- 1997 – Finalistin ARD-Wettbewerb in München
- 2006 – Solistin des Jahres bei der Konzertreihe der "Neubrandenburger Philharmoniker"

## Diskographie (Auswahl)
- Marimba Spiritual (Süddeutscher Rundfunk Stuttgart, 1997)
- Marimba Dance (Südwestrundfunk, 1999)
- Marimba Concerto (Saarländischer Rundfunk, 2001)
- Marimba Sculpture (Südwestrundfunk, 2003)
- J. S. Bach – Marimba Concertos (Classic Concert Records, 2005)
- Marimba Classica (Südwestrundfunk, 2008)
- Marimba Present (SWR 2 Deutschlandfunk, 2015)